# AFC Cup 2016
De AFC Cup 2016 was de 13e editie van de AFC Cup, een jaarlijks voetbaltoernooi voor clubs uit Azië, georganiseerd door de Aziatische voetbalbond. De Irakese voetbalclub Al-Quwa Al-Jawiya won in de finale met 1-0 van Bengaluru FC uit India. Het was de eerste titel voor de Irakese club.

## Algemene info

### Deelnemers per land
In totaal nemen 40 teams uit 23 landen deel aan de AFC Cup. Een ranglijst die in 2014 is geïntroduceerd, bepaalt hoeveel teams er uit elk land mee mogen doen. Enkel landen waarvan geen enkel team zich direct plaatste voor de groepsfase van de Champions League mogen teams afvaardigen.
De leden van de AFC zijn verdeeld in twee regio's (Oost- en West-Azië) met elk 23 landen. In beide regio's werden de plaatsen op dezelfde manier verdeeld. Dit gebeurde op de volgende manier:
- Van de top-6 kwalificeerden zich geen teams, omdat zij teams mogen inschrijven voor de groepsfase van de Champions League.
- Van de nummers 7 en 8 kwalificeerden zich twee teams (beide in de groepsfase).
- Van de nummers 9 tot en met 16 kwalificeerden zich eveneens twee teams (een in de groepsfase en een in de kwalificaties).
- Van de overige landen kwalificeerde zich één team (in de kwalificaties).

Van de nummers 7 tot en met 12 kwalificeerde de kampioen zich voor de kwalificaties van de Champions League. Indien dit team zich zou plaatsen voor de Champions League, dan zouden ze vervangen worden door een ander team uit hetzelfde land.
De ranglijst was als volgt:
| Nr. | Land                         | Regio     | Punten | Teams   |
| --- | ---------------------------- | --------- | ------ | ------- |
| 1   | Rep. Korea                   | Oost (1)  | 94,866 | geen    |
| 2   | Saoedi-Arabië                | West (1)  | 88,268 | geen    |
| 3   | Iran                         | West (2)  | 80,794 | geen    |
| 4   | Japan                        | Oost (2)  | 77,107 | geen    |
| 5   | Oezbekistan                  | West (3)  | 62,272 | geen    |
| 6   | Australië                    | Oost (3)  | 59,940 | geen    |
| 7   | Verenigde Arabische Emiraten | West (4)  | 57,792 | geen    |
| 8   | China                        | Oost (4)  | 57,660 | geen    |
| 9   | Qatar                        | West (5)  | 56,103 | geen    |
| 10  | Irak                         | West (6)  | 47,106 | 2 (2+0) |
| 11  | Kuweit                       | West (7)  | 45,423 | geen    |
| 12  | Jordanië                     | West (8)  | 44,309 | 2 (2+0) |
| 13  | Thailand                     | Oost (5)  | 33,049 | geen    |
| 14  | Oman                         | West (9)  | 30,586 | 2 (2+0) |
| 15  | Vietnam                      | Oost (6)  | 27,753 | geen    |
| 16  | Bahrein                      | West (10) | 25,547 | 2 (1+1) |
| 17  | Libanon                      | West (11) | 25,043 | 2 (1+1) |
| 18  | Indonesië                    | Oost (7)  | 25,004 | geen    |
| 19  | Syrië                        | West (12) | 22,883 | 2 (1+1) |
| 20  | Hongkong                     | Oost (8)  | 20,077 | 2 (2+0) |
| 21  | Myanmar                      | Oost (9)  | 18,949 | 2 (2+0) |
| 22  | Maleisië                     | Oost (10) | 18,153 | 2 (2+0) |
| 23  | India                        | Oost (11) | 16,756 | 2 (2+0) |
| 24  | Singapore                    | Oost (12) | 16,097 | 2 (2+0) |
| 25  | Palestina                    | West (13) | 15,911 | 2 (1+1) |
| 26  | Maldiven                     | Oost (13) | 15,884 | 2 (2+0) |
| 27  | Filipijnen                   | Oost (14) | 12,268 | 2 (2+0) |
| 28  | Tadzjikistan                 | West (14) | 11,761 | 2 (1+1) |
| 29  | Afghanistan                  | West (15) | 11,464 | geen    |
| 30  | Turkmenistan                 | West (16) | 10,554 | 2 (1+1) |
| 31  | D.V.R. Korea                 | Oost (15) | 9,000  | geen    |
| 32  | Kirgizië                     | West (17) | 8,761  | 2 (0+2) |
| 33  | Laos                         | Oost (16) | 7,554  | 1 (1+0) |
| 34  | Guam                         | Oost (17) | 5,946  | geen    |
| 35  | Jemen                        | West (18) | 5,249  | geen    |
| 36  | Sri Lanka                    | West (19) | 4,071  | geen    |
| 37  | Bangladesh                   | West (20) | 3,643  | 1 (0+1) |
| 38  | Nepal                        | West (21) | 3,268  | geen    |
| 39  | Oost-Timor                   | Oost (18) | 2,732  | geen    |
| 39  | Pakistan                     | West (22) | 2,732  | 1 (0+1) |
| 41  | Macau                        | Oost (19) | 2,625  | 1 (0+1) |
| 42  | Cambodja                     | Oost (20) | 2,464  | geen    |
| 43  | Chinees Taipei               | Oost (21) | 2,089  | geen    |
| 44  | Mongolië                     | Oost (22) | 1,554  | 1 (0+1) |
| 45  | Brunei                       | Oost (23) | 0,804  | geen    |
| 46  | Bhutan                       | West (23) | 0,000  | 1 (0+1) |

- Irak had eigenlijk geen teams mogen inschrijven, want ze stonden hoog genoeg om een team in de groepsfase van de Champions League te krijgen. Omdat de Iraakse teams hier echter geen licentie voor kregen, werd aan Irak dispensatie verleend om hun teams mee te kunnen laten doen aan de AFC Cup.
- Indonesië en Kuweit mochten geen deelnemers inschrijven, omdat de nationale bond geschorst was door de FIFA.
- Tien landen[5] schreven geen deelnemer in. Hierdoor werden teams uit Oman, Myanmar, Maleisië, India, Singapore, de Maldiven en de Filipijnen automatisch doorgeschoven naar de groepsfase.
- Laos schreef slechts één deelnemer in, omdat er geen andere ploegen voldeden aan de eisen.
- Kirgizië mocht uiteindelijk twee deelnemers inschrijven.

### Data
De loting voor de voorronde vond plaats in het AFC House in Kuala Lumpur, Malesië. Voor de play-offronde werd niet geloot, omdat die wedstrijden werden bepaald op basis van de AFC-Ranglijst. De loting voor de groepsfase en de achtste finales vond plaats in het Hilton Petaling Jaya in Kuala Lumpur.
| Fase          | Ronde                     | Datum loting     | Heenwedstrijd           | Terugwedstrijd          |
| ------------- | ------------------------- | ---------------- | ----------------------- | ----------------------- |
| Kwalificaties | Voorronde, wedstrijddag 1 | 29 juni 2015     | 11 augustus 2015        | 11 augustus 2015        |
| Kwalificaties | Voorronde, wedstrijddag 2 | 29 juni 2015     | 13 augustus 2015        | 13 augustus 2015        |
| Kwalificaties | Voorronde, wedstrijddag 3 | 29 juni 2015     | 15 augustus 2015        | 15 augustus 2015        |
| Kwalificaties | Play-offronde             | geen loting      | 9 februari 2016         | 9 februari 2016         |
| Groepsfase    | Wedstrijddag 1            | 10 december 2015 | 23 en 24 februari 2016  | 23 en 24 februari 2016  |
| Groepsfase    | Wedstrijddag 2            | 10 december 2015 | 8 en 9 maart 2016       | 8 en 9 maart 2016       |
| Groepsfase    | Wedstrijddag 3            | 10 december 2015 | 15 en 16 maart 2016     | 15 en 16 maart 2016     |
| Groepsfase    | Wedstrijddag 4            | 10 december 2015 | 12 en 13 april 2016     | 12 en 13 april 2016     |
| Groepsfase    | Wedstrijddag 5            | 10 december 2015 | 26 en 27 april 2016     | 26 en 27 april 2016     |
| Groepsfase    | Wedstrijddag 6            | 10 december 2015 | 10 en 11 mei 2016       | 10 en 11 mei 2016       |
| Knock-outfase | Achtste finales           | 10 december 2015 | 24 en 25 mei 2016       | 24 en 25 mei 2016       |
| Knock-outfase | Kwartfinales              | N.n.b.           | 13 en 14 september 2016 | 20 en 21 september 2016 |
| Knock-outfase | Halve finales             | N.n.b.           | 27 en 28 september 2016 | 18 en 19 oktober 2016   |
| Knock-outfase | Finale                    | N.n.b.           | 5 november 2016         | 5 november 2016         |

## Teams
Onderstaande tabel geeft alle deelnemers aan deze editie weer, toont in welke ronde de club van start ging of gaat en op welke manier ze zich hadden geplaatst.
- Clubs met een asterisk (*) achter de manier van plaatsing, namen deel aan de kwalificaties voor de AFC Champions League.

### Oost-Azië
| Hoofdtoernooi (15+1)        | Hoofdtoernooi (15+1) | Hoofdtoernooi (15+1) | Hoofdtoernooi (15+1)    |
| --------------------------- | -------------------- | -------------------- | ----------------------- |
| Kitchee SC                  | Kampioen (*)         | Tampines Rovers FC   | Nummer 2 (*)            |
| South China AA              | Winnaar play-offs    | Balestier Khalsa FC  | Nummer 4                |
| Yangon United FC            | Kampioen (*)         | New Radiant SC       | Kampioen                |
| Ayeyawady United FC         | Bekerwinnaar         | Maziya S&RC          | Winnaar President's Cup |
| Johor Darul Ta'zim FC       | Kampioen (*)         | Ceres FC             | Kampioen                |
| Selangor FA                 | Nummer 2             | Kaya FC              | Winnaar Ligabeker       |
| Mohun Bagan AC              | Kampioen (*)         | Lao Toyota FC        | Kampioen                |
| Bengaluru FC                | Bekerwinnaar         |                      |                         |
| Voorronde (3)               |                      |                      |                         |
| Sheikh Jamal Dhanmondi Club | Kampioen 2013/14     | Khoromkhon Club      | Kampioen 2014           |
| Casa SL Benfica em Macau    | Kampioen             |                      |                         |

### West-Azië
| Hoofdtoernooi (12+4)   | Hoofdtoernooi (12+4)    | Hoofdtoernooi (12+4)   | Hoofdtoernooi (12+4)             |
| ---------------------- | ----------------------- | ---------------------- | -------------------------------- |
| Naft Al-Wasat SC       | Kampioen                | Al-Muharraq SC         | Kampioen                         |
| Nadi Al-Quwa Al-Jawiya | Nummer 2                | Al-Ahed SC             | Kampioen                         |
| Al-Wehdat SC           | Kampioen (*)            | Al-Jaish SC            | Kampioen                         |
| Al-Faisaly SC          | Bekerwinnaar            | Shabab Al-Dhahiriya SC | Kampioen Westelijke Jordaanoever |
| Al-Oruba SC            | Kampioen + Bekerwinnaar | FC Istiklol            | Kampioen + Bekerwinnaar          |
| Fanja SC               | Nummer 2                | Altyn Asyr FK          | Kampioen + Bekerwinnaar          |
| Play-offronde (7+1)    |                         |                        |                                  |
| Al-Hidd SCC            | Bekerwinnaar            | FK Choedzjand          | Nummer 2                         |
| Tripoli SC             | Bekerwinnaar            | Balkan FK              | Nummer 2                         |
| Al-Wahda SC            | Bekerwinnaar            | Alaj Oš                | Kampioen                         |
| Al-Ahli SC Hebron      | Bekerwinnaar            |                        |                                  |
| Voorronde (3)          |                         |                        |                                  |
| FK Alga Bisjkek        | Nummer 3 2014           | Druk United FC         | Kampioen 2014                    |
| K-Electric FC          | Kampioen                |                        |                                  |

## Kwalificaties

### Voorronde
In de voorronde speelden zes clubs in twee groepen van vier drie een minicompetitie. De groepswinnaars kwalificeerden zich voor de play-offronde. De wedstrijden werden tussen 11 en 15 augustus 2015 gespeeld in Bhutan en Kirgizië.

#### Potindeling
De loting vond plaats op 29 juni 2015. De zes teams werden in drie potten geplaatst, met de teams uit de organiserende landen in de eerste pot, en de andere teams in de andere twee potten, afhankelijk van de prestaties van het desbetreffende land in de laatste editie van de AFC President's Cup. Teams uit Oost- en West-Azië konden in deze ronde tegen elkaar loten.
| Pot 1           | Pot 1      |
| Team            | Gastlanden |
| --------------- | ---------- |
| FK Alga Bisjkek | Gastland   |
| Druk United FC  | Gastland   |

| Pot 2           | Pot 2     |
| Team            | PC 2014   |
| --------------- | --------- |
| Sheikh Jamal DC | Eindronde |
| Khoromkhon Club | Eindronde |

| Pot 3               | Pot 3         |
| Team                | PC 2014       |
| ------------------- | ------------- |
| K-Electric FC       | Voorronde     |
| SL Benfica em Macau | Geen deelname |

### Groep A
| Nr. | Club            | Wedstrijden | Wedstrijden | Wedstrijden | Wedstrijden | Doelpunten | Doelpunten | Doelpunten | Punten |
| --- | --------------- | ----------- | ----------- | ----------- | ----------- | ---------- | ---------- | ---------- | ------ |
| Nr. | Club            | G           | W           | G           | V           | V          | T          | Saldo      | Punten |
| 1   | K-Electric FC   | 2           | 1           | 1           | 0           | 4          | 3          | +1         | 4      |
| 2   | Druk United FC  | 2           | 0           | 2           | 0           | 3          | 3          | 0          | 2      |
| 3   | Khoromkhon Club | 2           | 0           | 1           | 1           | 0          | 1          | –1         | 1      |

| Tegenstander → | K-Electric | Druk Utd. | Khoromk. |
| Ploeg ↓        | K-Electric | Druk Utd. | Khoromk. |
| -------------- | ---------- | --------- | -------- |
| K-Electric     |            | 3 – 3     | 1 – 0    |
| Druk United    | 3 – 3      |           | 0 – 0    |
| Khoromkhon     | 0 – 1      | 0 – 0     |          |

|                                    |                           |                                   |                                                          |                                                                                   |
| 11 augustus 2015 18:00 uur (UTC+6) | K-Electric FC             | 3 – 3                             | Druk United FC                                           | Changlimithangstadion, Thimphu Toeschouwers: 3000 Scheidsrechter: Fu Ming (China) |
| 11 augustus 2015 18:00 uur (UTC+6) | Rasool 8', 45' Rehman 86' | Verslag (AFC) Verslag (Soccerway) | 21' Tshering Dorji 58' Tshering Wangdi 75' Thinley Dorji | Changlimithangstadion, Thimphu Toeschouwers: 3000 Scheidsrechter: Fu Ming (China) |

|                                |                 |                                   |                     |                                                                                            |
| 13 augustus 2015 18:00 (UTC+6) | Khoromkhon Club | 0 – 1                             | K-Electric FC       | Changlimithangstadion, Thimphu Toeschouwers: 1000 Scheidsrechter: Masoud Tufaylieh (Syrië) |
| 13 augustus 2015 18:00 (UTC+6) |                 | Verslag (AFC) Verslag (Soccerway) | 74' Oludeyi Abayomi | Changlimithangstadion, Thimphu Toeschouwers: 1000 Scheidsrechter: Masoud Tufaylieh (Syrië) |

|                                |                                   |       |                 |                                                                                                |
| 15 augustus 2015 18:00 (UTC+6) | Druk United FC                    | 0 – 0 | Khoromkhon Club | Changlimithangstadion, Thimphu Toeschouwers: 2500 Scheidsrechter: Ilgin Tantashev (Uzbekistan) |
| 15 augustus 2015 18:00 (UTC+6) | Verslag (AFC) Verslag (Soccerway) |       |                 | Changlimithangstadion, Thimphu Toeschouwers: 2500 Scheidsrechter: Ilgin Tantashev (Uzbekistan) |

### Groep B
| Nr. | Club                | Wedstrijden | Wedstrijden | Wedstrijden | Wedstrijden | Doelpunten | Doelpunten | Doelpunten | Punten |
| --- | ------------------- | ----------- | ----------- | ----------- | ----------- | ---------- | ---------- | ---------- | ------ |
| Nr. | Club                | G           | W           | G           | V           | V          | T          | Saldo      | Punten |
| 1   | Sheikh Jamal DC     | 2           | 1           | 1           | 0           | 5          | 2          | +3         | 4      |
| 2   | FK Alga Bisjkek     | 2           | 1           | 1           | 0           | 3          | 1          | +2         | 4      |
| 3   | SL Benfica em Macau | 2           | 0           | 0           | 2           | 1          | 6          | –5         | 0      |

| Tegenstander → | SJDC  | Alga  | Benfica |
| Ploeg ↓        | SJDC  | Alga  | Benfica |
| -------------- | ----- | ----- | ------- |
| Sheikh Jamal   |       | 1 – 1 | 4 – 1   |
| Alga Bisjkek   | 1 – 1 |       | 2 – 0   |
| Benfica Macau  | 1 – 4 | 0 – 2 |         |

|                                    |                          |                                   |                             |                                                                                             |
| 11 augustus 2015 18:00 uur (UTC+6) | Casa SL Benfica em Macau | 0 – 2                             | FK Alga Bisjkek             | Dölön Ömürzakovstadion, Bisjkek Toeschouwers: 5000 Scheidsrechter: Mooud Bonyadifard (Iran) |
| 11 augustus 2015 18:00 uur (UTC+6) |                          | Verslag (AFC) Verslag (Soccerway) | 29' Filatov 65' Ahmatalijev | Dölön Ömürzakovstadion, Bisjkek Toeschouwers: 5000 Scheidsrechter: Mooud Bonyadifard (Iran) |

|                                |                                    |                                   |                          |                                                                                            |
| 13 augustus 2015 18:00 (UTC+6) | Sheikh Jamal Dhanmondi Club        | 4 – 1                             | Casa SL Benfica em Macau | Dölön Ömürzakovstadion, Bisjkek Toeschouwers: 1000 Scheidsrechter: Arumughan Rowan (India) |
| 13 augustus 2015 18:00 (UTC+6) | Onuoha 44' Mamun 72' Rony 77', 86' | Verslag (AFC) Verslag (Soccerway) | 26' Torrão               | Dölön Ömürzakovstadion, Bisjkek Toeschouwers: 1000 Scheidsrechter: Arumughan Rowan (India) |

|                                |                 |                                   |                             |                                                                                            |
| 15 augustus 2015 18:00 (UTC+6) | FK Alga Bisjkek | 1 – 1                             | Sheikh Jamal Dhanmondi Club | Dölön Ömürzakovstadion, Bisjkek Toeschouwers: 8000 Scheidsrechter: Nafeez Wahab (Maleisië) |
| 15 augustus 2015 18:00 (UTC+6) | Amirov 22'      | Verslag (AFC) Verslag (Soccerway) | 78' Onuoha                  | Dölön Ömürzakovstadion, Bisjkek Toeschouwers: 8000 Scheidsrechter: Nafeez Wahab (Maleisië) |

### Play-offronde
In de play-offronde speelde één winnaar van de voorronde plus zeven teams die in deze ronde instroomden voor vier plaatsen in de groepsfase. De wedstrijden werden gespeeld op 9 februari.
Wegens een tekort aan deelnemers in de Oost-Aziatische zone, werd Sheikh Jamal Dhanmondi Club, winnaar van de voorronde (groep B), verplaatst naar Oost-Azië en rechtstreeks toegelaten tot de groepsfase.
| Thuisploeg        | Score                   | Uitploeg      |
| ----------------- | ----------------------- | ------------- |
| Al-Hidd SCC       | 2 – 0                   | K-Electric FC |
| Tripoli SC        | 0 – 0 n.v. (7 – 6 n.s.) | Alaj Oš       |
| Al-Wahda SC       | 2 – 0                   | Balkan FK     |
| Al-Ahli SC Hebron | 1 – 0                   | FK Choedzjand |

|                                   |                                   |              |         |                                                                                            |
| 9 februari 2016 13:45 uur (UTC+2) | Tripoli SC                        | 0 – 0 (n.v.) | Alaj Oš | Stade municipal de Tripoli, Tripoli Toeschouwers: 4000 Scheidsrechter: Ahmed Al-Kaf (Oman) |
| 9 februari 2016 13:45 uur (UTC+2) | Verslag (AFC) Verslag (Soccerway) |              |         | Stade municipal de Tripoli, Tripoli Toeschouwers: 4000 Scheidsrechter: Ahmed Al-Kaf (Oman) |
| 9 februari 2016 13:45 uur (UTC+2) | Strafschoppen                     |              |         | Stade municipal de Tripoli, Tripoli Toeschouwers: 4000 Scheidsrechter: Ahmed Al-Kaf (Oman) |
| 9 februari 2016 13:45 uur (UTC+2) | 7 – 6                             |              |         | Stade municipal de Tripoli, Tripoli Toeschouwers: 4000 Scheidsrechter: Ahmed Al-Kaf (Oman) |

|                                   |                       |                                   |           | |
| 9 februari 2016 14:15 uur (UTC+2) | Al-Wahda SC           | 2 – 0                             | Balkan FK | Stade international de Saïda, Sidon (Libanon) Toeschouwers: 80 Scheidsrechter: Hettikamkanamge Perera (Sri Lanka) |
| 9 februari 2016 14:15 uur (UTC+2) | Rafe 17' Almbayed 53' | Verslag (AFC) Verslag (Soccerway) |           | Stade international de Saïda, Sidon (Libanon) Toeschouwers: 80 Scheidsrechter: Hettikamkanamge Perera (Sri Lanka) |

|                                   |                   |                                   |               |                                                                                   |
| 9 februari 2016 16:00 uur (UTC+2) | Al-Ahli SC Hebron | 1 – 0                             | FK Choedzjand | Dorastadion, Hebron Toeschouwers: 5000 Scheidsrechter: Adham Makhadmeh (Jordanië) |
| 9 februari 2016 16:00 uur (UTC+2) | Wadi 22'          | Verslag (AFC) Verslag (Soccerway) |               | Dorastadion, Hebron Toeschouwers: 5000 Scheidsrechter: Adham Makhadmeh (Jordanië) |

|                                   |                             |                                   |               |                                                                  |
| 9 februari 2016 18:00 uur (UTC+3) | Al-Hidd SCC                 | 2 – 0                             | K-Electric FC | Nationaal Stadion Bahrein, Riffa Scheidsrechter: Ma Ning (China) |
| 9 februari 2016 18:00 uur (UTC+3) | Olusegun 56' Al-Daoud 90+4' | Verslag (AFC) Verslag (Soccerway) |               | Nationaal Stadion Bahrein, Riffa Scheidsrechter: Ma Ning (China) |

## Groepsfase
In de groepsfase speelden de vijf winnaars uit de kwalificaties plus 27 direct geplaatste clubs in acht groepen van vier clubs een minicompetitie. De groepswinnaars en de nummers twee kwalificeerden zich voor de achtste finale. De wedstrijden werden tussen 23 februari en 25 mei gespeeld. De West-Aziatische teams speelden in Groep A tot en met D en de Oost-Aziatische teams in Groep E tot en met H.
Indien meerdere clubs gelijk eindigen, wordt er gekeken naar het onderlinge resultaat (eerst kijkt men naar de onderling behaalde punten en dan naar het onderlinge doelsaldo, gemaakte doelpunten en gemaakte uitdoelpunten). Is er dan nog een gelijke stand, dan zijn het doelsaldo en de gemaakte doelpunten in alle wedstrijden het volgende criterium. Levert dit geen beslissing op en spelen de gelijke clubs tegen elkaar, dan worden er strafschoppen genomen. Spelen de gelijke clubs niet tegen elkaar, dan kijkt men naar het fair-playklassement. Staan er nu nog steeds clubs gelijk, dan wordt de club uit het beste land (volgens de AFC-ranglijst) hoger geplaatst.

### Groep A
| Nr. | Club          | Wedstrijden | Wedstrijden | Wedstrijden | Wedstrijden | Doelpunten | Doelpunten | Doelpunten | Punten |
| --- | ------------- | ----------- | ----------- | ----------- | ----------- | ---------- | ---------- | ---------- | ------ |
| Nr. | Club          | G           | W           | G           | V           | V          | T          | Saldo      | Punten |
| 1   | Al-Ahed SC    | 6           | 4           | 0           | 2           | 14         | 9          | +5         | 12     |
| 2   | Al-Wehdat SC  | 6           | 2           | 2           | 2           | 10         | 12         | +2         | 8      |
| 3   | Al-Hidd SCC   | 6           | 2           | 1           | 3           | 11         | 12         | –1         | 7      |
| 4   | Altyn Asyr FK | 6           | 1           | 3           | 2           | 5          | 7          | −2         | 6      |

| Uitploeg →   | Wehdat | Hidd  | Ahed  | Altyn As. |
| Thuisploeg ↓ | Wehdat | Hidd  | Ahed  | Altyn As. |
| ------------ | ------ | ----- | ----- | --------- |
| Al-Wehdat    |        | 2 – 0 | 3–2   | 1–1       |
| Al-Hidd      | 6–2    |       | 2–5   | 1–1       |
| Al-Ahed      | 3–2    | 1–0   |       | 3-0       |
| Altyn Asyr   | 0–1    | 1–2   | 2 – 0 |           |

### Groep B
| Nr. | Club             | Wedstrijden | Wedstrijden | Wedstrijden | Wedstrijden | Doelpunten | Doelpunten | Doelpunten | Punten |
| --- | ---------------- | ----------- | ----------- | ----------- | ----------- | ---------- | ---------- | ---------- | ------ |
| Nr. | Club             | G           | W           | G           | V           | V          | T          | Saldo      | Punten |
| 1   | Naft Al-Wasat SC | 1           | 1           | 0           | 0           | 1          | 0          | +1         | 3      |
| 2   | Al-Faisaly SC    | 1           | 0           | 1           | 0           | 0          | 0          | 0          | 1      |
| 3   | FC Istiklol      | 1           | 0           | 1           | 0           | 0          | 0          | 0          | 1      |
| 4   | Tripoli SC       | 1           | 0           | 0           | 1           | 0          | 1          | –1         | 0      |

| Uitploeg →   | Naft | Faisaly | Tripoli | Istiklol |
| Thuisploeg ↓ | Naft | Faisaly | Tripoli | Istiklol |
| ------------ | ---- | ------- | ------- | -------- |
| Naft Al-Wast |      | –       | 1 – 0   | –        |
| Al-Faisaly   | –    |         | –       | –        |
| Tripoli      | –    | –       |         | –        |
| Istiklol     | –    | 0 – 0   | –       |          |

### Groep C
| Nr. | Club                | Wedstrijden | Wedstrijden | Wedstrijden | Wedstrijden | Doelpunten | Doelpunten | Doelpunten | Punten |
| --- | ------------------- | ----------- | ----------- | ----------- | ----------- | ---------- | ---------- | ---------- | ------ |
| Nr. | Club                | G           | W           | G           | V           | V          | T          | Saldo      | Punten |
| 1   | Al-Quwa Al-Jawiya   | 1           | 1           | 0           | 0           | 2          | 0          | +2         | 3      |
| 2   | Al-Oruba SC         | 1           | 1           | 0           | 0           | 2          | 1          | +1         | 3      |
| 3   | Al-Wahda SC         | 1           | 0           | 0           | 1           | 1          | 2          | –1         | 0      |
| 4   | Shabab Al-Dhahiriya | 1           | 0           | 0           | 1           | 0          | 2          | –2         | 0      |

| Uitploeg →      | AQAJ  | Oruba | Wahda | Shabab |
| Thuisploeg ↓    | AQAJ  | Oruba | Wahda | Shabab |
| --------------- | ----- | ----- | ----- | ------ |
| Al-Quwa Al-Jaw. |       | –     | –     | –      |
| Al-Oruba        | –     |       | 2 – 1 | –      |
| Al-Wahda        | –     | –     |       | –      |
| Shabab Al-Dh.   | 0 – 2 | –     | –     |        |

### Groep D
| Nr. | Club              | Wedstrijden | Wedstrijden | Wedstrijden | Wedstrijden | Doelpunten | Doelpunten | Doelpunten | Punten |
| --- | ----------------- | ----------- | ----------- | ----------- | ----------- | ---------- | ---------- | ---------- | ------ |
| Nr. | Club              | G           | W           | G           | V           | V          | T          | Saldo      | Punten |
| 1   | Al-Muharraq SC    | 1           | 1           | 0           | 0           | 2          | 1          | +1         | 3      |
| 2   | Al-Jaish SC       | 1           | 1           | 0           | 0           | 1          | 0          | +1         | 3      |
| 3   | Al-Ahli SC Hebron | 1           | 0           | 0           | 1           | 1          | 2          | –1         | 0      |
| 4   | Fanja SC          | 1           | 0           | 0           | 1           | 0          | 1          | –1         | 0      |

| Uitploeg →     | Fanja | Muharraq | Jaish | Ahli  |
| Thuisploeg ↓   | Fanja | Muharraq | Jaish | Ahli  |
| -------------- | ----- | -------- | ----- | ----- |
| Fanja          |       | –        | –     | –     |
| Al-Muharraq    | –     |          | –     | 2 – 1 |
| Al-Jaish       | 1 – 0 | –        |       | –     |
| Al-Ahli Hebron | –     | –        | –     |       |

### Groep E
| Nr. | Club               | Wedstrijden | Wedstrijden | Wedstrijden | Wedstrijden | Doelpunten | Doelpunten | Doelpunten | Punten |
| --- | ------------------ | ----------- | ----------- | ----------- | ----------- | ---------- | ---------- | ---------- | ------ |
| Nr. | Club               | G           | W           | G           | V           | V          | T          | Saldo      | Punten |
| 1   | Tampines Rovers FC | 1           | 1           | 0           | 0           | 4          | 0          | +4         | 3      |
| 2   | Selangor FA        | 1           | 0           | 1           | 0           | 2          | 2          | 0          | 1      |
| 3   | Ceres FC           | 1           | 0           | 1           | 0           | 2          | 2          | 0          | 1      |
| 4   | Sheikh Jamal DC    | 1           | 0           | 0           | 1           | 0          | 4          | –4         | 0      |

| Uitploeg →      | Selangor | Tampines | Ceres | SJDC  |
| Thuisploeg ↓    | Selangor | Tampines | Ceres | SJDC  |
| --------------- | -------- | -------- | ----- | ----- |
| Selangor        |          | –        | –     | –     |
| Tampines Rov.   | –        |          | –     | 4 – 0 |
| Ceres           | 2 – 2    | –        |       | –     |
| Sheikh Jamal DC | –        | –        | –     |       |

### Groep F
| Nr. | Club                | Wedstrijden | Wedstrijden | Wedstrijden | Wedstrijden | Doelpunten | Doelpunten | Doelpunten | Punten |
| --- | ------------------- | ----------- | ----------- | ----------- | ----------- | ---------- | ---------- | ---------- | ------ |
| Nr. | Club                | G           | W           | G           | V           | V          | T          | Saldo      | Punten |
| 1   | Kitchee SC          | 1           | 1           | 0           | 0           | 1          | 0          | +1         | 3      |
| 2   | Balestier Khalsa FC | 1           | 0           | 1           | 0           | 2          | 2          | 0          | 1      |
| 3   | New Radiant SC      | 1           | 0           | 1           | 0           | 2          | 2          | 0          | 1      |
| 4   | Kaya FC             | 1           | 0           | 0           | 1           | 0          | 1          | –1         | 0      |

| Uitploeg →       | Kitchee | B. Khalsa | NRSC | Kaya  |
| Thuisploeg ↓     | Kitchee | B. Khalsa | NRSC | Kaya  |
| ---------------- | ------- | --------- | ---- | ----- |
| Kitchee          |         | –         | –    | 1 – 0 |
| Balestier Khalsa | –       |           | –    | –     |
| New Radiant      | –       | 2 – 2     |      | –     |
| Kaya             | –       | –         | –    |       |

### Groep G
| Nr. | Club             | Wedstrijden | Wedstrijden | Wedstrijden | Wedstrijden | Doelpunten | Doelpunten | Doelpunten | Punten |
| --- | ---------------- | ----------- | ----------- | ----------- | ----------- | ---------- | ---------- | ---------- | ------ |
| Nr. | Club             | G           | W           | G           | V           | V          | T          | Saldo      | Punten |
| 1   | Mohun Bagan AC   | 1           | 1           | 0           | 0           | 5          | 2          | +3         | 3      |
| 2   | Yangon United FC | 1           | 1           | 0           | 0           | 2          | 1          | +1         | 3      |
| 3   | South China AA   | 1           | 0           | 0           | 1           | 1          | 2          | –1         | 0      |
| 4   | Maziya S&RC      | 1           | 0           | 0           | 1           | 2          | 5          | –3         | 0      |

| Uitploeg →   | S. China | Yangon | MB | Maziya |
| Thuisploeg ↓ | S. China | Yangon | MB | Maziya |
| ------------ | -------- | ------ | -- | ------ |
| South China  |          | –      | –  | –      |
| Yangon Utd.  | 2 – 1    |        | –  | –      |
| Mohun Bagan  | –        | –      |    | 5 – 2  |
| Maziya       | –        | –      | –  |        |

### Groep H
| Nr. | Club                  | Wedstrijden | Wedstrijden | Wedstrijden | Wedstrijden | Doelpunten | Doelpunten | Doelpunten | Punten |
| --- | --------------------- | ----------- | ----------- | ----------- | ----------- | ---------- | ---------- | ---------- | ------ |
| Nr. | Club                  | G           | W           | G           | V           | V          | T          | Saldo      | Punten |
| 1   | Johor Darul Ta'zim FC | 1           | 1           | 0           | 0           | 8          | 1          | +7         | 3      |
| 2   | Lao Toyota FC         | 1           | 1           | 0           | 0           | 2          | 1          | +1         | 3      |
| 3   | Bengaluru FC          | 1           | 0           | 0           | 1           | 1          | 2          | –1         | 0      |
| 4   | Ayeyawady United FC   | 1           | 0           | 0           | 1           | 1          | 8          | –7         | 0      |

| Uitploeg →     | Ay'wadi | Johor | Bengal. | Lao T. |
| Thuisploeg ↓   | Ay'wadi | Johor | Bengal. | Lao T. |
| -------------- | ------- | ----- | ------- | ------ |
| Ayeyawadi Utd. |         | –     | –       | –      |
| Johor D.T.     | 8 – 1   |       | –       | –      |
| Bengaluru      | –       | –     |         | –      |
| Lao Toyota     | –       | –     | 2 – 1   |        |

## Knock-outfase
De zestien geplaatste ploegen spelen in de knock-outfase om de titel. In elke ronde worden teams uit Groep A-D (het westen) en teams uit Groep E-H (het oosten) uit elkaar gehouden. Pas in de finale kan (en zal) een oostelijk team tegen een westelijk team spelen. Dit is een verandering ten opzichte van vorig seizoen, toen teams uit het westen en het oosten elkaar al vanaf de kwartfinales konden treffen.
Tijdens de loting voor de achtste finales konden teams uit dezelfde groep elkaar niet treffen: elke groepswinnaar speelt tegen een nummer 2 uit een andere groep. Deze wedstrijd wordt over één duel gespeeld en de groepswinnaar heeft het thuisvoordeel. Omdat deze loting gelijktijdig met de groepsfase werd verricht, kan het gebeuren dat teams uit hetzelfde land tegen elkaar moeten. Ook in de volgende rondes kunnen teams uit hetzelfde land tegen elkaar loten.
De kwartfinales en de halve finales worden over twee duels gespeeld en teams die bij elkaar in de groep zaten kunnen elkaar treffen. De finale wordt beslist in één duel. Direct na de loting van de kwart- en halve finales zal er worden bepaald welk team de finale thuis mag spelen. Dit systeem wordt sinds 2009 gebruikt. Van de zeven finales die sindsdien gespeeld zijn, wist het bezoekende team er vijf te winnen (waaronder de laatste vier).
De winnaar van de kwart- en de halve finales is de ploeg die over twee wedstrijden het meeste doelpunten heeft gemaakt. Als beide teams evenveel doelpunten hebben gemaakt, dan gaat de uitdoelpuntenregel in werking. Eindigen beide wedstrijden in dezelfde uitslag, dan volgt er een verlenging. Als de ploegen daarin allebei even vaak scoren (de uitdoelpuntenregel telt in de verlenging niet meer), dan worden er strafschoppen genomen. Indien een wedstrijd in de achtste finales of de finale gelijk eindigt, dan volgt er eveneens een verlenging. Is de stand na verlenging nog gelijk, dan worden er strafschoppen genomen.

### Wedstrijdschema
|  | Achtste finales | Achtste finales |  |  | Kwartfinales | Kwartfinales | Kwartfinales | Kwartfinales |  |  | Halve finales | Halve finales | Halve finales | Halve finales |  |  | Finale | Finale |
|  |                 |                 |  |  |              |              |              |              |  |  |               |               |               |               |  |  |        |        |
|  |                 |                 |  |  |              |              |              |              |  |  |               |               |               |               |  |  |        |        |
|  |                 |                 |  |  |              |              |              |              |  |  |               |               |               |               |  |  |        |        |
|  |                 |                 |  |  |              |              |              |              |  |  |               |               |               |               |  |  |        |        |
|  |                 |                 |  |  |              |              |              |              |  |  |               |               |               |               |  |  |        |        |
|  |                 |                 |  |  |              |              |              |              |  |  |               |               |               |               |  |  |        |        |
|  |                 |                 |  |  |              |              |              |              |  |  |               |               |               |               |  |  |        |        |
|  |                 |                 |  |  |              |              |              |              |  |  |               |               |               |               |  |  |        |        |
|  |                 |                 |  |  |              |              |              |              |  |  |               |               |               |               |  |  |        |        |
|  |                 |                 |  |  |              |              |              |              |  |  |               |               |               |               |  |  |        |        |
|  |                 |                 |  |  |              |              |              |              |  |  |               |               |               |               |  |  |        |        |
|  |                 |                 |  |  |              |              |              |              |  |  |               |               |               |               |  |  |        |        |
|  |                 |                 |  |  |              |              |              |              |  |  |               |               |               |               |  |  |        |        |
|  |                 |                 |  |  |              |              |              |              |  |  |               |               |               |               |  |  |        |        |
|  |                 |                 |  |  |              |              |              |              |  |  |               |               |               |               |  |  |        |        |
|  |                 |                 |  |  |              |              |              |              |  |  |               |               |               |               |  |  |        |        |
|  |                 |                 |  |  |              |              |              |              |  |  |               |               |               |               |  |  |        |        |
|  |                 |                 |  |  |              |              |              |              |  |  |               |               |               |               |  |  |        |        |
|  |                 |                 |  |  |              |              |              |              |  |  |               |               |               |               |  |  |        |        |
|  |                 |                 |  |  |              |              |              |              |  |  |               |               |               |               |  |  |        |        |
|  |                 |                 |  |  |              |              |              |              |  |  |               |               |               |               |  |  |        |        |
|  |                 |                 |  |  |              |              |              |              |  |  |               |               |               |               |  |  |        |        |
|  |                 |                 |  |  |              |              |              |              |  |  |               |               |               |               |  |  |        |        |
|  |                 |                 |  |  |              |              |              |              |  |  |               |               |               |               |  |  |        |        |
|  |                 |                 |  |  |              |              |              |              |  |  |               |               |               |               |  |  |        |        |
|  |                 |                 |  |  |              |              |              |              |  |  |               |               |               |               |  |  |        |        |
|  |                 |                 |  |  |              |              |              |              |  |  |               |               |               |               |  |  |        |        |
|  |                 |                 |  |  |              |              |              |              |  |  |               |               |               |               |  |  |        |        |
|  |                 |                 |  |  |              |              |              |              |  |  |               |               |               |               |  |  |        |        |
|  |                 |                 |  |  |              |              |              |              |  |  |               |               |               |               |  |  |        |        |
|  |                 |                 |  |  |              |              |              |              |  |  |               |               |               |               |  |  |        |        |
|  |                 |                 |  |  |              |              |              |              |  |  |               |               |               |               |  |  |        |        |
|  |                 |                 |  |  |              |              |              |              |  |  |               |               |               |               |  |  |        |        |
|  |                 |                 |  |  |              |              |              |              |  |  |               |               |               |               |  |  |        |        |
|  |                 |                 |  |  |              |              |              |              |  |  |               |               |               |               |  |  |        |        |
|  |                 |                 |  |  |              |              |              |              |  |  |               |               |               |               |  |  |        |        |
|  |                 |                 |  |  |              |              |              |              |  |  |               |               |               |               |  |  |        |        |
|  |                 |                 |  |  |              |              |              |              |  |  |               |               |               |               |  |  |        |        |
|  |                 |                 |  |  |              |              |              |              |  |  |               |               |               |               |  |  |        |        |
|  |                 |                 |  |  |              |              |              |              |  |  |               |               |               |               |  |  |        |        |
|  |                 |                 |  |  |              |              |              |              |  |  |               |               |               |               |  |  |        |        |
|  |                 |                 |  |  |              |              |              |              |  |  |               |               |               |               |  |  |        |        |
|  |                 |                 |  |  |              |              |              |              |  |  |               |               |               |               |  |  |        |        |
|  |                 |                 |  |  |              |              |              |              |  |  |               |               |               |               |  |  |        |        |
|  |                 |                 |  |  |              |              |              |              |  |  |               |               |               |               |  |  |        |        |

### Achtste finales
De wedstrijden worden gespeeld op 24 en 25 mei.
| Thuisploeg         | Score    | Uitploeg        |
| ------------------ | -------- | --------------- |
| Al Ahed            | 4-0      | Al-Wahda SC     |
| Al-Quwa Al-Jawiya  | 2-1      | Al-Wehdat       |
| Ceres–Negros       | 0-1 (nv) | South China AA  |
| Mohun Bagan        | 1-2 (nv) | Tampines Rovers |
| Naft Al-Wasat SC   | 0-1      | Al Jaish        |
| Al-Muharraq SC     | 1-0      | Al-Faisaly      |
| Kitchee SC         | 2-3      | Bengaluru FC    |
| Johor Darul Ta'zim | 7-2      | Kaya FC         |

### Kwartfinales
De wedstrijden werden gespeeld op 13 en 14 september (heen) en op 20 en 21 september (terug).
| Team 1            | Tot. | Team 2             | 1e wedstr. | 2e wedstr. |
| ----------------- | ---- | ------------------ | ---------- | ---------- |
| Al-Quwa Al-Jawiya | 5-1  | Al Jaish           | 1-1        | 4-0        |
| Al Ahed           | 3-0  | Al-Muharraq        | 1-0        | 2-0        |
| South China AA    | 2-3  | Johor Darul Ta'zim | 1-1        | 1-2        |
| Bengaluru FC      | 1-0  | Tampines Rovers    | 1-0        | 0-0        |

### Halve finales
De wedstrijden werden gespeeld op 27 en 28 september (heen) en op 18 en 19 oktober (terug).
| Team 1             | Tot. | Team 2       | 1e wedstr. | 2e wedstr. |
| ------------------ | ---- | ------------ | ---------- | ---------- |
| Al-Quwa Al-Jawiya  | 4-3  | Al Ahed      | 1-1        | 3-2        |
| Johor Darul Ta'zim | 2-4  | Bengaluru FC | 1-1        | 1-3        |

### Finale
|                             |                   |       |              |                                                                                          |
| 5 november 2016 19:00 UTC+3 | Al-Quwa Al-Jawiya | 1 – 0 | Bengaluru FC | Suheim Bin Hamad Stadium, Doha (Qatar) Toeschouwers: 5806 Scheidsrechter: Kim Jong-hyeok |
| 5 november 2016 19:00 UTC+3 | 70' Ahmad         |       |              | Suheim Bin Hamad Stadium, Doha (Qatar) Toeschouwers: 5806 Scheidsrechter: Kim Jong-hyeok |

| Winnaar AFC Cup 2016       |
| -------------------------- |
| Vlag van Irak              |
| Al-Quwa Al-Jawiya 1e titel |